# Nakia Sanford
Nakia Sanford, née le 10 mai 1976 à Lithonia (Géorgie), est une joueuse américaine de basket-ball. 

## Biographie
Elle fait une brillante carrière avec les Jayhawks en quittant Kansas avec 3 403 points (5e record de l'université), 832 rebonds (4e) et 89 contres (4e), participant quatre fois au tournoi final, dont deux au Sweet Sixteen. Elle n'est pas draftée, mais est signée le 30 avril 2003 par les Mystics de Washington. Sa première saison est gâchée par des blessures, mais elle intègre le cinq de départ en 2004. Après une saison 2005 moins convaincante, elle figure parmi les candidates au titre de MIP en 2006 avec la cinquième réussite aux tirs (51,9 %) pour 8,9 points (dont 25 contre Chicago) et 6,0 rebonds. En 2007, elle est de nouveau candidate au titre de MIP avec 11,0 points à 53,0 % (2e pourcentage de la ligue) et 7,1 rebonds (4e rebondeuse de WNBA).
En février 2013, elle signe au Storm de Seattle

## Clubs
- 2000-2001 :  ASPTT Aix-en-Provence
- 2004-2005 :  Dexia Namur
- 2005-2006 :  ?
- 2006-2008 :  Basket Femminile Venezia Reyer
- 2008-2009 :  Tchevakata Vologda
- 2009-2010 :  CB Puig d'en Valls[4]
- 2010-2012 :  TED Kayseri
- 2012-2013 :  Woori Bank Hansea[5]

WNBA
- 2003-2010 :  Mystics de Washington
- 2010-2012 :  Mercury de Phoenix
- 2013- :  Storm de Seattle

## Palmarès
- 1995-1996 : Championne de la Conference Big Eight
- 1996-1997 : Championne de la Big 12 Conference
- 2007-2008 : Vainqueure de la Coupe d'Italie